# پارک پروازی اپکوت اسنتر

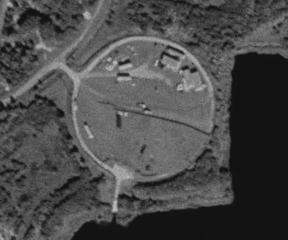
پارک پروازی هواپیماهای فوق سبک اپکوت اسنتر

پارک پروازی اپکوت اسنتر (به انگلیسی: Epcot Center Ultralight Flightpark) یک فرودگاه خصوصی است که یک باند فرود چمن دارد و طول باند آن ۱۲۹ متر است. این فرودگاه در شهر لیک بوئنا ویستا، فلوریدا کشور ایالات متحده آمریکا قرار دارد و در ارتفاع ۳۱ متری از سطح دریا واقع شده است.